# Paraoxypilus flavifemur
Paraoxypilus flavifemur är en bönsyrseart som beskrevs av Sjöstedt 1918. Paraoxypilus flavifemur ingår i släktet Paraoxypilus och familjen Amorphoscelidae. Inga underarter finns listade i Catalogue of Life.